# Lasiobertia africana
Lasiobertia africana är en svampart som beskrevs av Sivan. 1978. Lasiobertia africana ingår i släktet Lasiobertia och familjen Apiosporaceae.   Inga underarter finns listade i Catalogue of Life.